# تپه خرم‌آباد سفلی
تپه خرم‌آباد سفلی مربوط به عصر مس - دوره ساسانیان است و در شهرستان جوانرود، بخش روانسر، روستای خرم‌آباد سفلی واقع شده و این اثر در تاریخ ۲۳ شهریور ۱۳۸۲ با شمارهٔ ثبت ۱۰۱۵۲ به‌عنوان یکی از آثار ملی ایران به ثبت رسیده است.